# Арыкбалыкский район
Арыкбалы́кский райо́н — административная единица на севере Казахстана в составе Петропавловского округа, Казахской АССР, Карагандинской, Северо-Казахстанской и Кокчетавской областей, существовавшая в 1928—1997 годах.

## История
Арыкбалыкский район был образован в составе Петропавловского округа Казахской АССР согласно Постановлению Президиума ВЦИК СССР от 3 сентября 1928 года. С упразднением округов 17 октября 1930 года стал подчиняться республиканскому центру — Алма-Ате.
10 марта 1932 года Арыкбалыкский район вошёл в состав вновь образованной Карагандинской области.
29 июля 1936 года согласно Постановлению Президиума ВЦИК СССР район передан в состав вновь образованной Северо-Казахстанской области Казахской АССР (с 5 декабря 1936 года — Казахской ССР).
14 октября 1939 года Указом Президиума Верховного Совета Казахской ССР передан из Северо-Казахстанской области в состав вновь образованной Акмолинской области.
16 марта 1944 года согласно Указу Президиума Верховного Совета Казахской ССР передан из Акмолинской области в состав новообразованной Кокчетавской области Казахской ССР (с 1991 года — Республики Казахстан).
22 октября 1955 года часть территории Арыкбалыкского района была передана в новый Чистопольский район.
2 января 1963 года Арыкбалыкский район был упразднён. 2 января 1967 года восстановлен.
2 мая 1997 года Указом Президента Республики Казахстан Арыкбалыкский район упразднён, его территория вошла в состав Айыртауского района Кокшетауской области, а 3 мая 1997 года вся территория Кокшетауской области, в том числе Айыртауский район, присоединены к Северо-Казахстанской области.